# Каждан, Гаяна Владимировна
Гая́на Влади́мировна Кажда́н (25 мая 1930, Москва — 4 октября 1973, Москва), — советская независимая художница, профессиональный иллюстратор и живописец-экспрессионист. В фигуративных, звучных по цвету картинах предпочитала мифологическую образность и свободную пластику.

## Биография
Гаяна Каждан закончила Московский полиграфический институт в 1956 году.
Как профессиональный книжный график, с конца 1950-х годов разрабатывала серии книжных иллюстраций для московских издательств («Другое искусство» Т. 1, с.60). В начале 1960-х занималась в студии Элия Белютина «Новая реальность».

## Выставки
- 1958 : Всесоюзная художественная выставка «40 лет ВЛКСМ». Манеж, Москва («Другое искусство» Т.2, с.30)[3].
- 1958 : 4-я выставка произведений молодых московских художников. Москва.
- 1961 : Выставка-дискуссия творческой группы под руководством Э. Белютина. (Совместно с Б. Жутовским, А. Колли, В. Шорцем и др.) Кафе «Молодёжное», Москва. Машинописный каталог Н. Молевой («Другое искусство» Т. 1, с.80)[3].
- 1962 : Выставка произведений художников студии под руководством Э. Белютина. (Совместно с Б. Жутовским, В. Поляковым, Е. Поманской и др.) Литературный институт им. Горького, Москва. 4 марта 1962. Вступительное слово — Борис Слуцкий («Другое искусство» Т. 1, с.85)[3].
- 1962 : Выставка живописи и графики творческой студии Городского комитета художников-графиков под руководством Э. Белютина. (Совместно с П. Валюсом, Д. Громаном, А. Лерманом, И. Снегуром, П. Яншиным и др.), Дом Кино (ул. Воровского, 33), Москва. 4 апреля 1962. К вернисажу был приурочен премьерный показ фильма Тарковского «Иваново детство» («Другое искусство», Т.1, с.87)[3].
- 1962 : Выставка графики художников студии под руководством Э. Белютина. (Совместно с Г. Бодровой, Е. Кавериной, Л. Мечниковым, М. Сапожниковым, В. Шумилиной и др.), Дом Учёных, Москва. Ноябрь 1962. Каталог Н. Молевой («Другое искусство», Т. 1, с.96)[3].
- 1962 : «30 лет МОСХа», выставка художников-авангардистов. 1 декабря 1962, Манеж, Москва. Выставка сопровождалась посещением Правительства СССР во главе с Никитой Хрущёвым и знаменитым скандалом («Другое искусство». Т.2, с.30)[3], учинённым председателем Правительства[4].

## Судьба наследия художницы
Собиратель русского нонконформизма Михаил Алшибая так описывает свои поиски произведений Гаяны Каждан в Москве через три десятилетия после смерти художницы:

В 1999 году судьба свела меня с замечательным поэтом Татьяной Врубель, которая подарила мне книжку своих стихов. С удивлением я обнаружил в этой книжке целую поэму, посвященную памяти художницы Гаяны Каждан. Татьяна Врубель рассказала трагическую историю жизни Гаяны, особенно подробно говоря о последних годах, когда её «выселили» из Камергерского переулка в Чертаново. В эти годы Т. Врубель была одной из немногих, кто продолжал поддерживать отношения с художницей. Татьяна Врубель утверждала, что после смерти Гаяны все её работы были выброшены на помойку.
Я решил во что бы то ни стало найти картины Гаяны Каждан. Поиски начал в Интернете. Единственной ссылкой на имя Гаяны была поэма Генриха Сапгира «Жар-птица».
Чтобы закончить эту историю, скажу, что в поисках работ Гаяны Каждан неоценимую помощь мне оказал художник Борис Жутовский. Благодаря его усилиям, я нашёл наследников Гаяны, у которых сохранилось около тридцати произведений. Конечно, Татьяна Врубель во многом была права, значительная часть вещей погибла. Рисунки и гуаши, по-видимому, не сохранились, хотя, насколько мне удалось выяснить, их было очень много. Помимо семьи, я нашёл в Москве ещё несколько домов, в которых хранятся работы Гаяны, есть её вещи и за границей. В целом мне известно местонахождение около пятидесяти произведений. Наследие Гаяны Каждан пока ещё ждет своего часа. Я думаю, что выставка её работ рано или поздно состоится.
— Михаил Алшибая, На крыльях «Жар-птицы», «Наше наследие» № 74, 2005

Жар-птица кличет и собирает на своих крыльях художников, ушедших в иной мир:
— явись из бездны адской
Ковенацкий!
и ты зван —
и Шагал и Сарьян —
и Гаяна Каждан
— Из поэмы Генриха Сапгира «Жар-птица», написанной в 1995 году в Париже и посвящённой памяти умерших художников-шестидесятников.

## Картины Гаяны Каждан в сети
- Гаяна Каждан. Автопортрет с гитарой. 1968
- Гаяна Каждан. Золотой фараон. 1972. Коллекция Фёдора Фёдорова
- Гаяна Каждан. Две работы из каталога выставки 2006 года:
1. Натюрморт с нарциссами и кошкой. 1960-е годы. Картон, масло 76 × 81 см.
2. Портрет сестры. 1969. Холст, масло 55 × 39 см.

Работы художницы в 2006 году представляла московская галерея «Г. О. С. Т.»